# Neoplatonismo
Il neoplatonismo è quella particolare interpretazione del pensiero di Platone che venne data in età ellenistica, e che riassume in sé diversi altri elementi della filosofia greca, diventando la principale scuola filosofica antica a partire dal III secolo d.C.

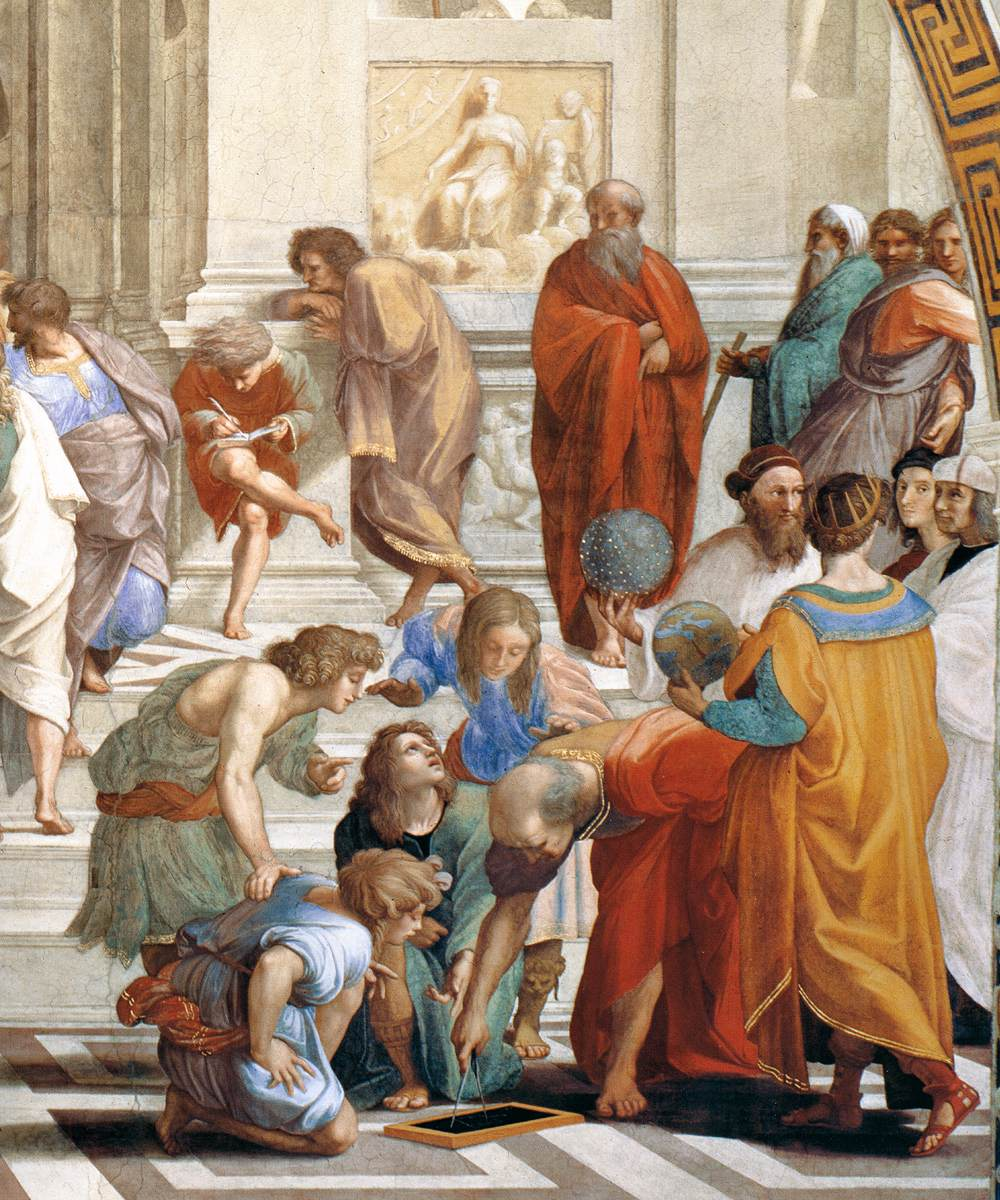
Gruppo di filosofi e astrologi ritratti da Raffaello nella Scuola di Atene, tra cui in alto a destra si distingue, avvolto nel suo mantello rosso, un personaggio solitario identificato con Plotino.

Sorto in età imperiale romana, il neoplatonismo andrà poi ad influenzare soprattutto la filosofia occidentale, sia cristiana che moderna, distinguendosi dal platonismo di marca bizantina, rimasto ancorato a una lettura tradizionale di Platone.

## Nascita

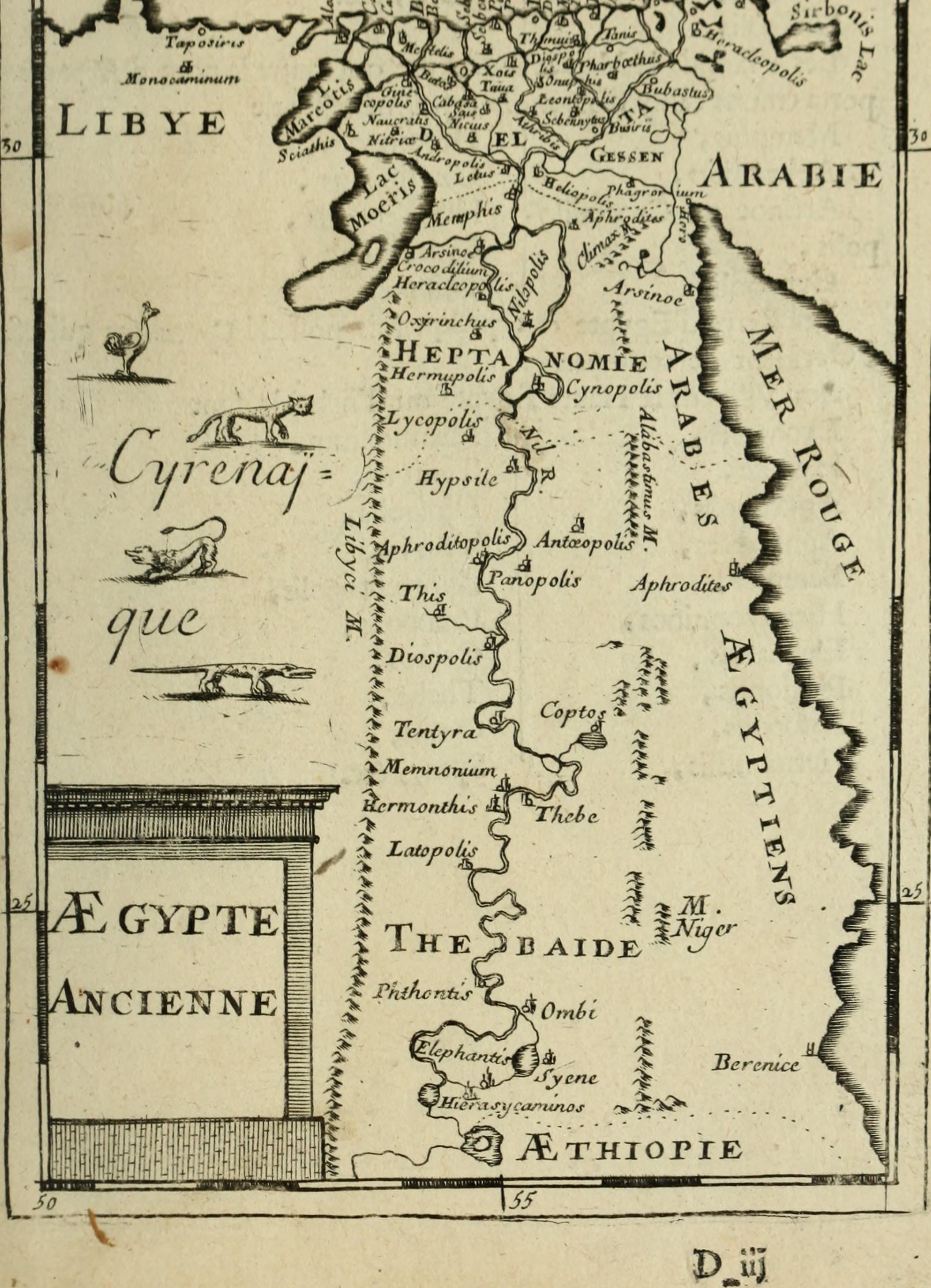
Mappa dell'antico Egitto, vergata nel 1683, dove Lycopolis, l'odierna Asyūṭ, è rinvenibile nella zona mediana.

Il neoplatonismo nacque in un particolare momento storico, in cui l'uomo, spinto da una profonda crisi interiore, avvertiva intensamente la caducità della realtà sensibile. Era l'epoca del tardo ellenismo, un periodo di grandi difficoltà e sconvolgimenti, preludio della caduta dell'Impero romano d'Occidente, ma culturalmente fecondo per la varietà di correnti filosofiche e religiose da cui fu caratterizzato, e per il fatto che proprio allora stava cominciando a diffondersi il messaggio cristiano mescolato con altri culti (specie orientali). Convenzionalmente il neoplatonismo viene fatto iniziare con l'attività di Plotino di Licopoli, che visse nella prima metà del III secolo e studiò ad Alessandria d'Egitto, dove fu allievo di Ammonio Sacca. Qui assimilò i fermenti culturali della filosofia greca nonché della mistica orientale, egiziana ed asiatica. Di fronte alle incertezze del suo tempo, Plotino si rese conto di essere alle soglie di una nuova epoca, e sentì la necessità di ricorrere alla saggezza e alla sapienza degli antichi quali strumenti per mettere in salvo l'anima, purificandola dalle passioni ed elevandola all'intelligenza.
Intorno ai quarant'anni si trasferì quindi a Roma dove fondò una scuola neoplatonica. Qui Plotino elaborò un'esegesi del pensiero platonico che integrava in esso dottrine aristoteliche e in parte anche stoiche, ispirandosi all'opera di filosofi precedenti come Numenio di Apamea, Alessandro di Afrodisia e Filone di Alessandria. In primo luogo, tuttavia, egli intendeva rifarsi al pensiero razionalista di Parmenide e degli eleati basato sull'identità di essere e pensare, a partire dalla quale essi avevano ricondotto l'intera realtà all'unità. Il metodo di cui costoro si erano serviti era la logica formale di non-contraddizione, secondo cui un pensiero evita di contraddirsi solo quando riconosce di avere in sé stesso la verità dell'essere. Al di fuori di questa suprema unità di essere e pensiero si rimane nella contrapposizione di soggetto e oggetto, i quali secondo logica non possono sussistere l'uno senza l'altro perché si implicano a vicenda.

Dissertazione tra filosofi, scolpiti in rilievo sul presunto sarcofago di Plotino.

Da Platone egli riprese poi la distinzione tra mondo iperuranio, dove ha sede una tale unità, razionalità e perfezione, e mondo terreno sottoposto alla divisione, alla caducità, e al non-senso. Egli conservò anche la definizione di filosofia come eros e come dialettica, con la quale ricucire queste lacerazioni e approdare al regno delle idee, in cui consiste la dimensione eterna del vero, del buono e del bello.
Plotino tuttavia conciliò le idee platoniche anche con la filosofia di Aristotele: partendo dalla natura, egli notava come negli organismi sia presente un unico sostrato o logos da cui scaturisce il molteplice. Mentre l'artigiano costruisce l'uno a partire dai molti, cioè assemblando più parti tra loro, la vita al contrario sembra nascere da un principio semplice che si articola nel complesso. Plotino chiamò Anima del mondo la sostanza vitale da cui prendono forma le piante, gli animali, e gli esseri umani. I gradi inferiori della natura possono evolversi e formare gli organismi più intelligenti e progrediti perché l'intelligenza dev'essere già presente dentro di lei. Ciò secondo Plotino era possibile appunto perché l'Anima discende da quelle Idee platoniche che per il suo tramite diventano aristotelicamente le ragioni immanenti e formanti degli organismi. Le Idee per lui restavano tuttavia trascendenti, e concepite come infinite sfaccettature di un medesimo Pensiero autocosciente, che pensandosi si rende oggetto a sé stesso; in esso consisteva così l'identità parmenidea di essere e pensiero. Tale identità era però ancora l'unione di due realtà distinte, benché coincidenti. Secondo Plotino occorreva allora ammettere il puro Uno al di sopra di questa stessa identità, quale principio supremo del Tutto.
In tal modo egli formulò la dottrina delle tre ipostasi, costituite dall'Uno, l'Intelletto e l'Anima.

## Diffusione e correnti

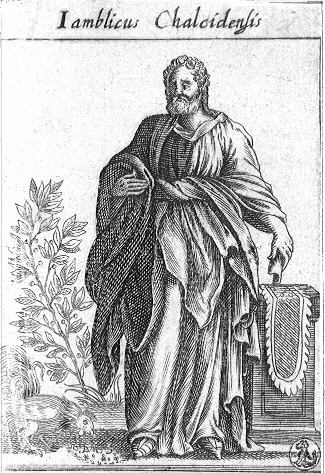
Giamblico

Il neoplatonismo si impose come corrente dominante della tarda antichità e soppiantò le altre principali correnti filosofiche imperiali, soprattutto lo stoicismo e l'aristotelismo, ottenendo una posizione di egemonia non solo tra i filosofi pagani, ma anche tra i cristiani.
Il dibattito intorno al platonismo e all'interpretazione che ne aveva dato Plotino portarono alla fondazione di diverse scuole, alcune delle quali concorrenti le une con le altre, che si situavano nei principali centri di insegnamento delle nuove dottrine.
Le principali scuole neoplatoniche pagane furono:
- scuola di Roma, fondata da Plotino e continuata dai suoi discepoli Porfirio e Amelio;
- scuola di Alessandria, fondata da Ammonio Sacca che ebbe tra i suoi esponenti Olimpiodoro il Vecchio, la filosofa Ipazia e suo padre Teone;
- scuola siriaca di Apamea, fondata da Giamblico, discepolo di Porfirio, che si distinse per la sua revisione delle teorie del fondatore, e per il marcato recupero delle tradizioni neopitagoriche e della sapienza contenuta nel cosiddetto Corpus Hermeticum;
- scuola di Atene,[11] legata con quella siriaca per il tramite di Prisco, i cui maggiori esponenti furono Plutarco di Atene e Siriano, e i cui risultati sono testimoniati dalle opere di Proclo; vi appartenne anche Simplicio, e il suo ultimo scolarca fu Damascio;[12]
- scuola di Pergamo, fondata da Edesio di Cappadocia, e che ebbe nell'imperatore Giuliano uno dei principali rappresentanti.

La Scuola di Atene cessò la sua attività nel 529, in seguito alla chiusura disposta dall'editto giustinianeo, mentre la scuola di Alessandria continuò fino agli inizi del VII secolo. Anche in ambito cristiano tuttavia il neoplatonismo conobbe notevole diffusione, soprattutto a partire dal circolo intellettuale che si era formato a Milano verso la fine del III secolo, attorno alla figura dell'arcivescovo Ambrogio: fu grazie ai contatti con il cenacolo milanese che Agostino, il futuro vescovo di Ippona e Padre della Chiesa conobbe il pensiero dei "filosofi platonici" che furono così determinanti nel suo allontanamento dal manicheismo.

## Filosofia come esegesi
(Plotino, Enneadi, V, 1, 8)

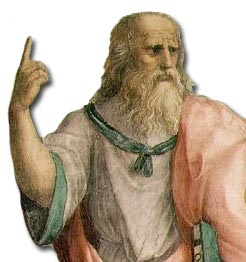
Platone

Come praticamente tutte le scuole filosofiche post-ellenistiche, anche il neoplatonismo considera la filosofia prima di tutto come esegesi, cioè interpretazione dei testi. I filosofi neoplatonici non si consideravano per nulla degli innovatori, quanto piuttosto dei fedeli lettori dei dialoghi del maestro. Il loro compito non era elaborare nuove dottrine, ma portare alla luce il vero messaggio degli scritti platonici. Anche per questo, le opere che di loro ci sono giunte - e in ogni caso la maggior parte degli scritti che produssero - sono per lo più commenti ai testi di coloro che essi consideravano i pensatori più importanti tra quelli che li avevano preceduti: Platone e Aristotele in primo luogo, ma anche la tradizione ermetica e neopitagorica.
Nonostante i loro proclami di assoluta fedeltà, i pensatori neoplatonici non vanno considerati dei semplici ripetitori: il loro pensiero porta notevoli tratti di originalità, e condizionerà fortemente l'interpretazione che della filosofia antica daranno le epoche successive. Quello che si definiva (e spesso si definisce tutt'oggi nei manuali) platonismo è in realtà la dottrina neoplatonica.

## Dottrina

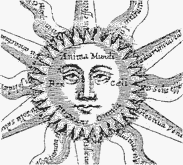
Il Sole come simbolo astrologico dell'Uno, in una stampa rinascimentale

I punti salienti delle sistemazioni dottrinali delle varie correnti neoplatoniche e soprattutto del pensiero del massimo esponente di questa filosofia, Plotino, possono essere così schematizzati:
- L'intero cosmo deriva la sua esistenza da un principio primo ineffabile, totalmente trascendente e buono, chiamato da Plotino "Uno" (τὸ ἕν, tò hèn).
- La potenza infinita dell'Uno genera l'universo attraverso un processo spontaneo e necessario, chiamato processione o ἀπόρροια (apòrroia), tramite il quale l'energia vitale emanata dall'Uno penetra ovunque, formando i diversi livelli di cui è costituita la realtà: per Plotino sono l'Intelletto e l'Anima;
- Il processo di emanazione avviene per natura, non meccanicamente o in vista di un fine deliberato, come quando l'uomo compone artificialmente più parti tra di loro, bensì in maniera organica, a partire da un principio assolutamente semplice e irriproducibile. La visione neoplatonica del mondo è pertanto agli antipodi del meccanicismo determinista, perché anti-antropomorfa;
- Al punto più basso dell'emanazione c'è la materia, la quale è un inganno perché in realtà è un semplice non-essere. Essa è il luogo delle presenze oscure e maligne, ma è anche indice di qualcosa di superiore: è un segnale, “nunzio dell'Intellegibile”, decifrando il quale l'uomo riconosce il primato dell'uno rispetto al molteplice;
- Le anime umane sono decadute dalla loro condizione iniziale, nella quale erano unite all'anima del tutto e assolutamente libere dai bisogni del corpo. In seguito a questo atto di tracotanza, che le ha portate a volersi separare dall'anima del mondo e ad interessarsi eccessivamente del corpo a loro affidato, esse vivono in una condizione di dimenticanza e di lontananza dalla loro reale condizione, "come prìncipi in esilio".
- Lo scopo dell'uomo si configura perciò come un cammino di liberazione dalle conseguenze della caduta, e dai falsi bisogni che la eccessiva attenzione per i corpi ha imposto alle anime. Al termine di questo percorso l'anima riacquisirà il suo status iniziale, e la coscienza della propria felicità.

A tali principi sono connessi alcuni punti chiave, che vengono ora esaminati in dettaglio:

### Polarità e circolarità
Secondo la concezione neoplatonica, il mondo è teso tra due poli: a un'estremità si trova Dio o l'Uno, che è la luce divina; all'altra c'è il buio assoluto, dove questa luce non giunge. Il buio però non esiste veramente, perché consiste soltanto in una mancanza di luce. I due estremi, dunque, sono in realtà uno solo. Questo tema della polarità che si risolve in unità, permea, come vedremo, tutto il sistema neoplatonico.

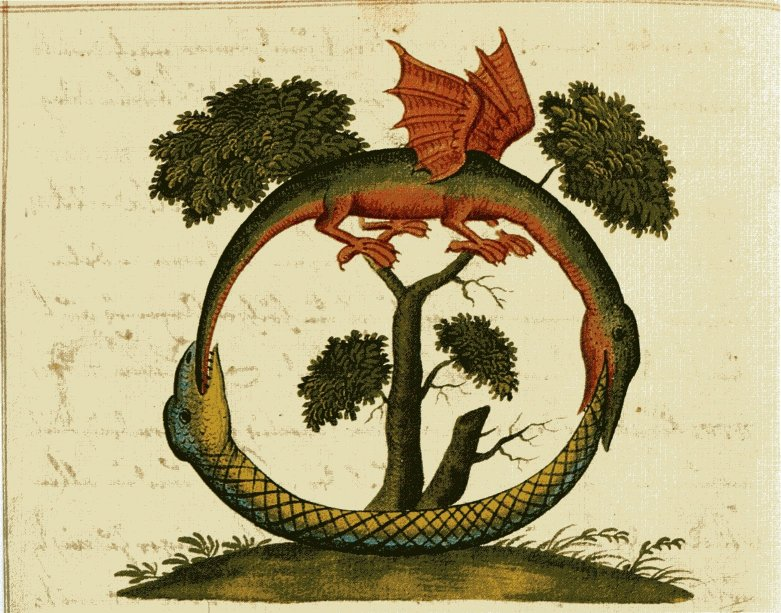
L'uroboros, simbolo della circolarità dell'Uno, raffigurato in forma di due serpenti che si divorano e si generano a vicenda, dal trattato alchemico Clavis Artis

Ad esempio, l'articolarsi della realtà dal semplice al complesso ha come riflesso l'articolarsi del pensiero. Esso infatti si può svolgere in due direzioni opposte ma complementari: verso l'unità intuitiva o verso la dispersione discorsiva. Come questi due procedimenti sono solo apparentemente antitetici, così anche l'Uno e il molteplice vanno conciliati organicamente l'uno con l'altro, essendo due facce di una stessa realtà. In polemica contro le dottrine empiriste della conoscenza, il neoplatonismo sostiene che la conoscenza non deriva dall'esperienza. Tutto il sapere giace già a livello inconscio nella nostra mente per una sorta di innatismo delle idee, che si risvegliano tramite il contatto coi sensi non per una nostra volontà deliberata, ma in virtù di una reminiscenza involontaria. La vera sapienza è quella che nasce dalla ragione e non dai sensi. Anche qui tuttavia la razionalità e la sensibilità sono visti in un'ottica bipolare di complementarità, come lo sono l'Uno e il molteplice, l'essere e il non-essere, il bene e il male. In maniera simile a un organismo, composto armonicamente di tante singole parti che sono a sua volta un uno, e nelle quali opera una particolare idea o "lògos" genetico, così anche il pensiero neoplatonico vuole partire da un principio assolutamente semplice articolandolo nella complessità, senza perdere tuttavia la visione organica d'insieme, e ritrovando ogni volta l'uno dentro il molteplice.
Analogamente, il processo di emanazione che avviene per necessità dal punto più alto a quello più basso, ha il suo contraltare nella libertà dell'uomo, il quale, unico fra tutte le creature, ha la possibilità di compiere il percorso a ritroso (epistrofé) tramite la purificazione e la catarsi. Il conflitto tra processione e contemplazione, tra la necessità dei condizionamenti in cui risiede il male, e la possibilità umana di scegliere il bene, si risolve quindi in un cerchio.
Una metafora spesso utilizzata era appunto quella del ciclo, con cui i neoplatonici ellenistici descrivevano le emanazioni in senso discensivo fino al punto di massima dispersione, e che poi giunto alla materia si invertiva per ricominciare la «via all'insù». Questo tema della circolarità presenta inoltre molte affinità con le filosofie orientali, quali il buddhismo o il taoismo (si pensi allo yin e yang).

### Teologia negativa

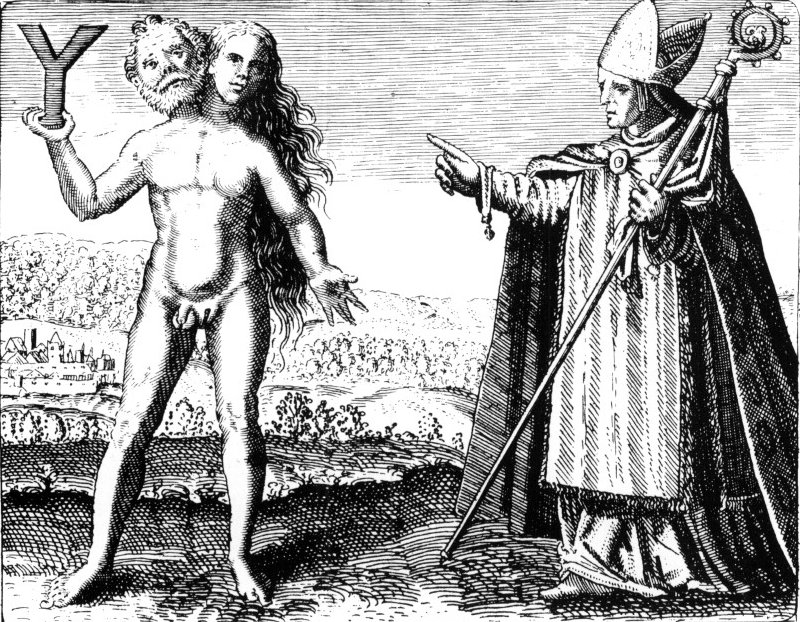
Illustrazione da un testo di Michael Maier intitolato Symbola Aureae Mensae (1617), che raffigura l'androgino alchemico con in mano una ipsilon, additato sulla sinistra dal teologo Alberto Magno.

La polarità del mondo, costituita dalle due estremità, permetteva di stabilire un rapporto dialettico tra di esse, essendo l'una il negativo dell'altra. Ad esempio, la verità (assunta come il polo positivo) diventava definibile tramite il suo negativo, ovvero la falsità.
Così, pur affermando che l'Uno si trova al di là di tutto, persino del pensiero logico, il sistema neoplatonico non intendeva presentarsi come un mero salto nell'irrazionale o nell'intuizione mistica, ma diventò anzi quella corrente filosofica che ha fornito al pensiero occidentale lo strumento critico della teologia negativa. Ricorrendo a tale strumento, la teologia neoplatonica mirava a ricucire, tramite l'uso della dialettica e della logica formale, quell'unità immediata di soggetto e oggetto, spirito e materia, che nel mondo sensibile appariva invece terribilmente frantumata in un dualismo insanabile.
L'Uno è indefinibile di per sé, in quanto se definito verrebbe delimitato; ma ci si può avvicinare a Lui dicendo piuttosto ciò che l'Uno non è, eliminando tutti quegli attributi che altrimenti lo renderebbero finito: non è volontà, né atto morale, né coscienza. L'Uno è semmai ciò che rende possibile la coscienza, la quale nella forma dell'Intelletto o Noùs ci fa accorgere della realtà fenomenica. Ma la fonte del pensiero è anche il limite del pensiero, il punto in cui questo si annichila: la sorgente della razionalità non può essere a sua volta razionalizzata, essendo realtà e ragione l'una il negativo dell'altra. La filosofia pertanto, nel ricercare la realtà ultima da cui ha origine, deve riconoscere di non essere la verità, ma solo un'emanazione di questa, e deve quindi cancellarsi negando se stessa fino a quando, uscendo da sé, ci si trovi in estasi. La filosofia culmina così nella religione; l'estasi è l'identificazione dell'anima individuale con Dio, il quale può essere posseduto solo lasciandosi possedere da Lui.
Nel neoplatonismo pagano Dio restava comunque un'entità impersonale, che si rivela indirettamente, e a cui è possibile risalire solo tramite la consapevolezza del suo contrario, cioè del falso, mentre la verità rimane qualcosa di assolutamente inconsapevole.

### Assoluto come potenza

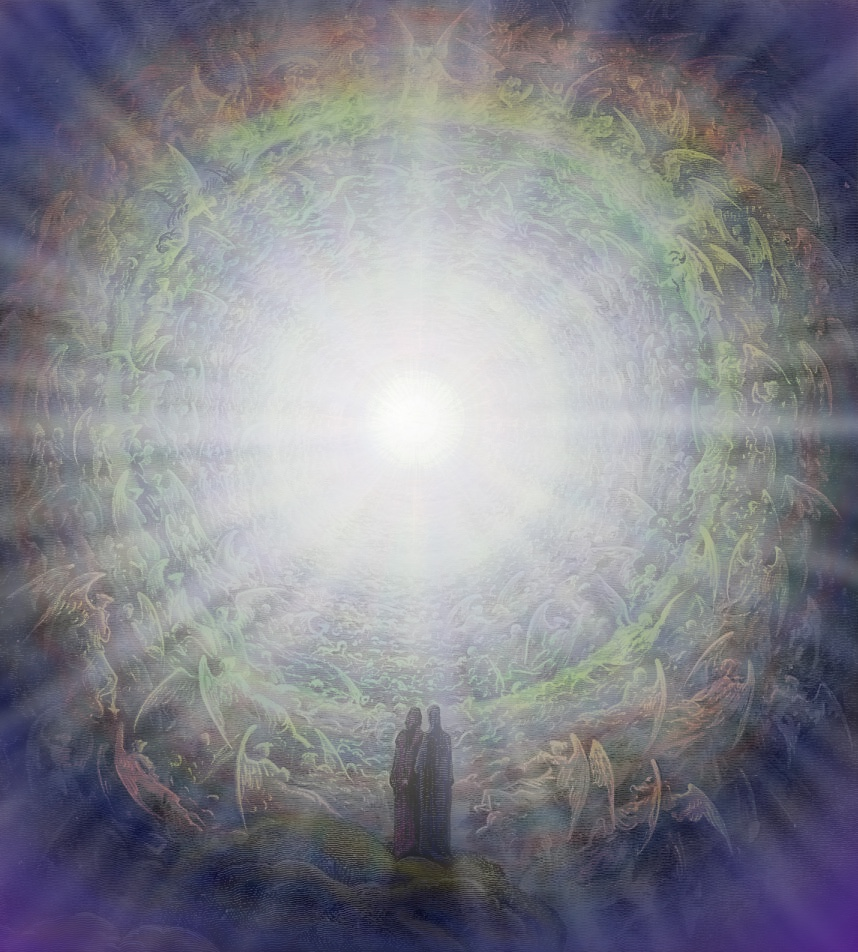
Cori angelici in forma di cerchi luminosi emanati da Dio.

L'Uno è così da un lato inconoscibile, dall'altro però va ammesso come condizione del costituirsi della razionalità stessa, per un'impossibilità logica di dare altrimenti una spiegazione al molteplice.
Per spiegare il modo con cui l'Uno genera la dispersione, e instaura con essa un rapporto dialettico di reciproca complementarità e polarità, si imponeva di pensare l'Assoluto non come una realtà statica e definita una volta per tutte, perché in tal caso significava oggettivarlo e renderlo conoscibile, bensì di concepirlo come potenza infinita, come attività mai conclusa che genera continuamente se stessa, e oggettivandosi crea il mondo. "Potenza" è da intendersi qui non in senso aristotelico, come passaggio all'atto (essendo l'Uno già del tutto autosufficiente in quanto causa di sé), ma viceversa come capacità di donare all'infinito la propria natura. Si trattava di una concezione nuova e originale nel panorama della filosofia greca, con tratti ancora una volta simili a quelli delle filosofie orientali. Cusano nel Quattrocento dirà in maniera simile che l'universo è l'esplicarsi in grande della potenza di Dio.
Così anche Plotino concepiva l'Uno superiore allo stesso Essere (cioè superiore alla realtà oggettiva), come pura energia che per la sua sovrabbondanza trabocca, emanando da sé la seconda ipostasi dell'Intelletto, il quale genera a sua volta la terza ipostasi dell'Anima. La molteplicità viene emanata perché il momento della divisione è essenziale come quello dell'unità, essendo due termini dialetticamente legati. Il processo di emanazione non è però il risultato di un'attività finalistica o antropomorfa, perché l'Uno non si propone alcuno scopo, ma genera in maniera involontaria e spontanea. Assegnare ragioni a una tale potenza generatrice era peraltro impossibile, perché la ragione prende ad agire solo ad un certo punto della discesa in poi, cioè nella fase in cui le determinazioni intelligibili (o idee) in cui si specifica l'Intelletto divengono, attraverso l'Anima, la ragione del presentarsi in un certo modo della realtà sensibile. Al di sopra di questo livello la ragione è presente solo in forma eminente, cioè nella sua radice intuitiva unitaria, ma non sviluppa ancora un'attività discorsiva e quindi giustificatrice.
Il motivo per cui l'assoluto incondizionato si rende condizionato, dando luogo alla necessità, può essere compreso solo ricorrendo ad analogie, immaginando ad esempio l'Uno come volontà che radia all'esterno di sé il risultato della sua natura attributiva (essendo la natura della volontà quella di volere), o come un Sole che emana la luce fuori di sé.
La necessità della dispersione scende quindi fino al punto più basso rappresentato dalla materia: anche il male in essa presente ha perciò una sua causa, perché sottostà ad una necessità cieca, ed è pertanto inevitabile; è il regno dell'apparenza e degli inganni del mondo, dal quale il filosofo cerca di risollevare gli uomini, indicando loro la via della salvezza e della libertà.

### Vitalità del mondo

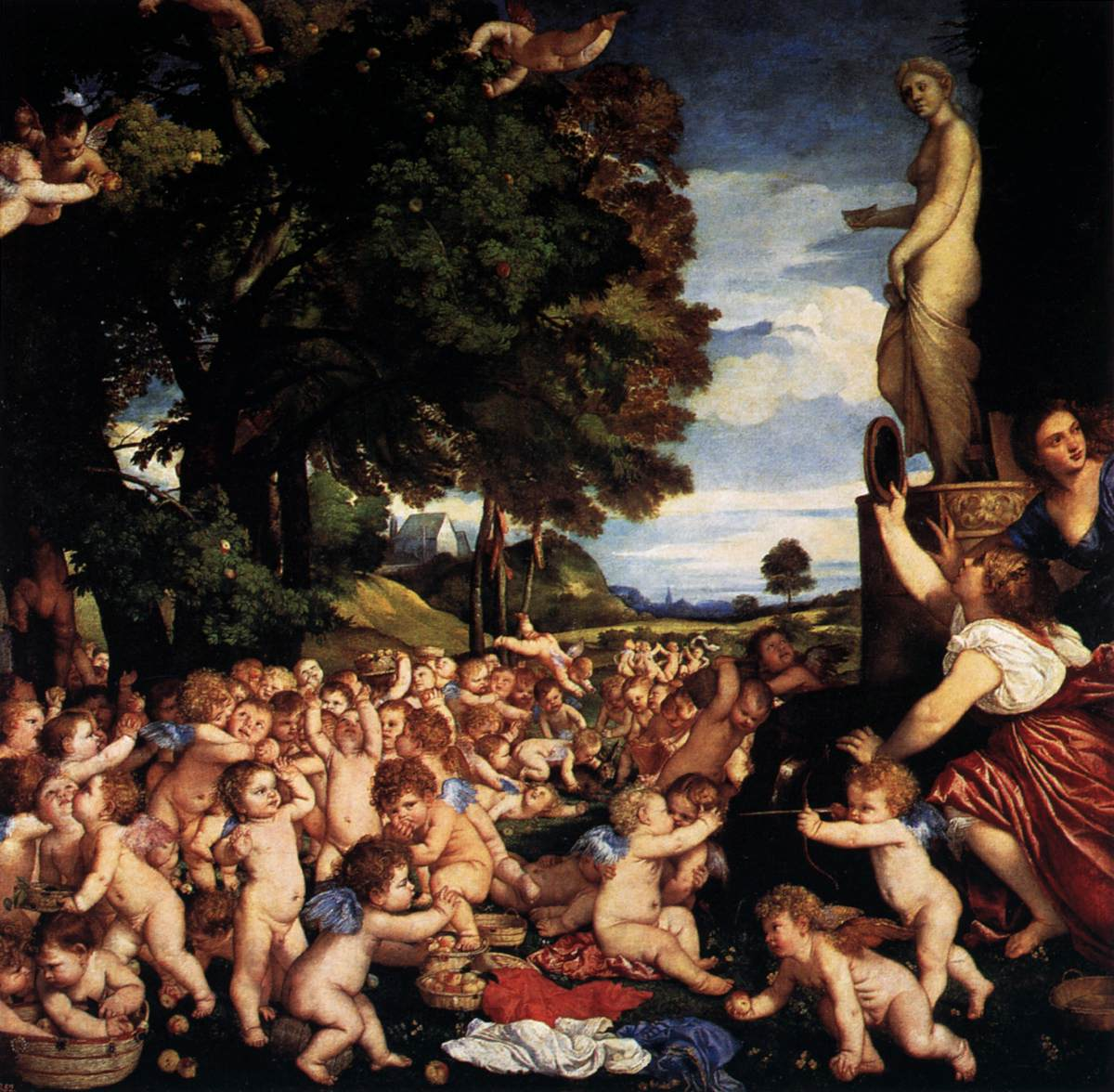
Festa degli amorini, opera di Tiziano in cui la vitalità della natura è data dalla presenza di numerose creature elementali rappresentate in forma di putti gioiosi

L'idea centrale del neoplatonismo è che la natura, in quanto generata dalla potenza infinita dell'Uno, non è una combinazione meccanica e accidentale di più parti, ma è animata da un'unità interiore che obbedisce alle leggi che essa stessa si dà, e autodeterminandosi si articola nel molteplice. Questa unità vitalizzante veniva chiamata «anima del mondo», un concetto filosofico destinato ad avere molta fortuna in Occidente. In virtù di questo principio, tutto l'universo era concepito armonicamente come un unico grande Organismo, penetrato da energie spirituali, e nel quale anche gli oggetti apparentemente inanimati sono dotati di vita propria. Ciò avviene perché ogni elemento della realtà risulta animato da un particolare lògos o idea, che rappresenta la ragione del suo costituirsi: le idee platoniche erano viste cioè come il principium individuationis degli organismi, come la forza che li differenzia "plasmandoli" per così dire dall'interno secondo un fine prestabilito, in maniera simile all'entelechia aristotelica, o ai caratteri genetici di un individuo.
Le idee inoltre sono al contempo causa essendi e causa cognoscendi, ovvero rappresentano la causa per cui il mondo risulta fatto così, e grazie a cui possiamo conoscerlo. In esse pertanto si trova anche il fondamento soggettivo del nostro pensare: per i neoplatonici il pensiero non è un fatto, un concetto collocabile in una dimensione temporale, ma un atto fuori dal tempo. Il pensiero pensato, posto cioè in maniera quantificabile e finita, è per essi un'illusione e un inganno, perché nel pensare una realtà sensibile, questa non si pone come un semplice oggetto, ma è in realtà soggetto che si rende presente al pensiero. In altri termini, la caratteristica principale del pensiero è quella di possedere la mente, non di essere posseduto, e comporta dunque il rapimento della coscienza da parte del suo stesso oggetto.

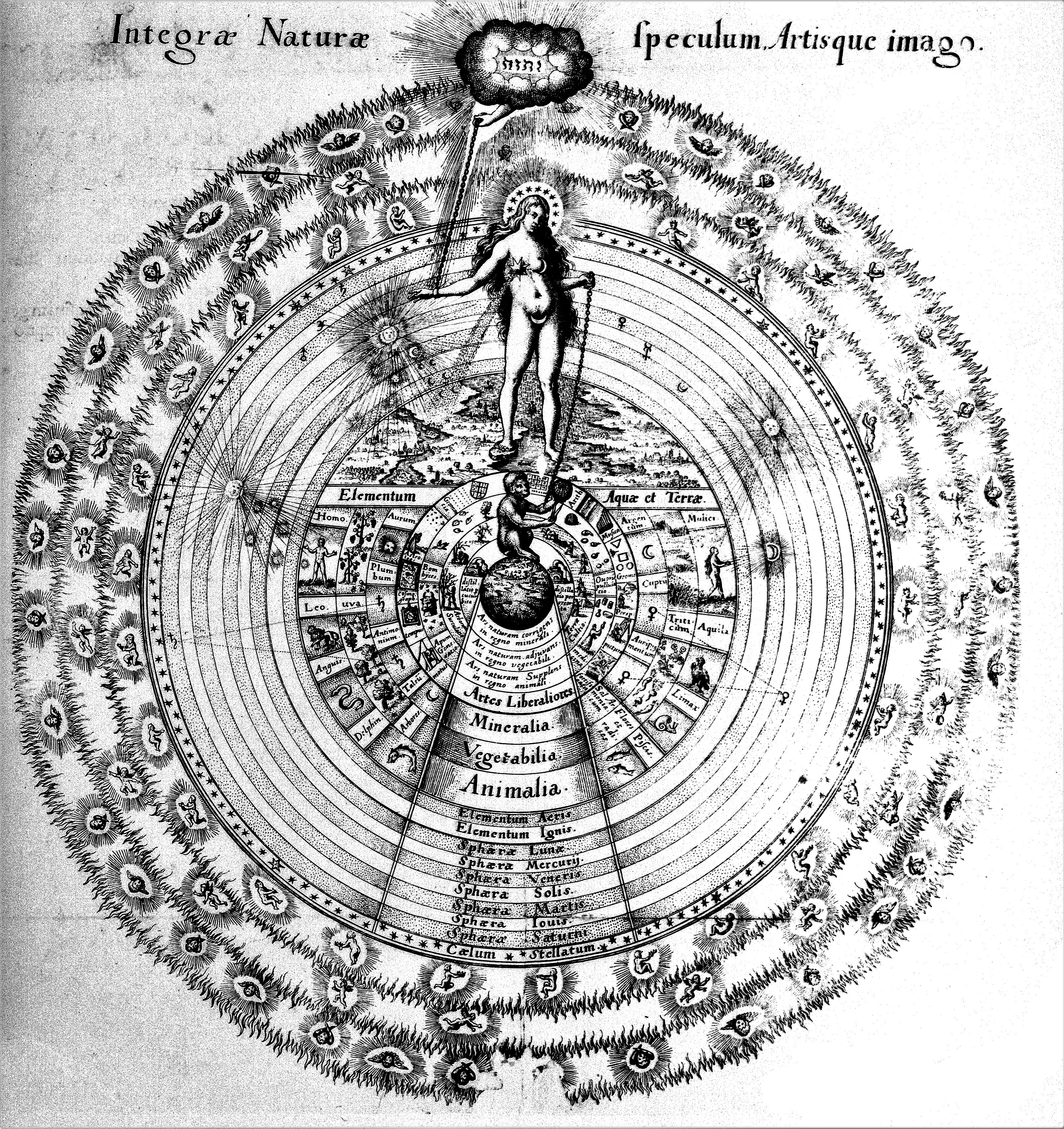
L'Anima del mondo e la scala delle gerarchie del cosmo, in un'illustrazione dall'Utriusque Cosmi del neoplatonico Robert Fludd (1617)

Ancora una volta soggetto e oggetto erano visti così come i poli di un'unità, senza la quale nulla è pensabile, e nulla può vivere. Qualunque vivente infatti, a differenza di un ingranaggio, non può essere spaccato, altrimenti muore, senza poter essere ricomposto. Il "semplice" che è alla base del complesso non può essere un'entità materiale, perché qualunque oggetto esteso spazialmente può essere pensato diviso a metà. La polemica dei neoplatonici fu rivolta di conseguenza contro il meccanicismo democriteo, secondo cui tutta la realtà è composta di singole parti o atomi, che combinerebbero esternamente e meccanicamente gli organismi, in un modo per così dire artificiale. Secondo i neoplatonici invece, gli atomi non possono costituire il principio primo perché sono a loro volta potenzialmente divisibili; la vita nasce non in forma meccanica o programmabile, ma da un principio semplice, autònomo e immateriale, che non opera “deliberando” né è riproducibile pragmaticamente nei suoi passaggi. Esso origina i molti dall'uno; l'uomo invece costruisce artificialmente l'uno a partire dai molti. Schopenhauer nell'Ottocento dirà similmente che la vita viene da una volontà non progettuale e pertanto “cieca”.
Questo principio è l'anima, che è il vero centro della persona. L'anima funge da tramite: da un lato è rivolta verso l'unità superiore dell'intelligibile, ma per la sua cecità è portata a discendere disperdendosi nel molteplice; essa ha così una doppia natura, fonte di lacerazioni e dualismi.

### Esoterismo e gerarchie cosmiche

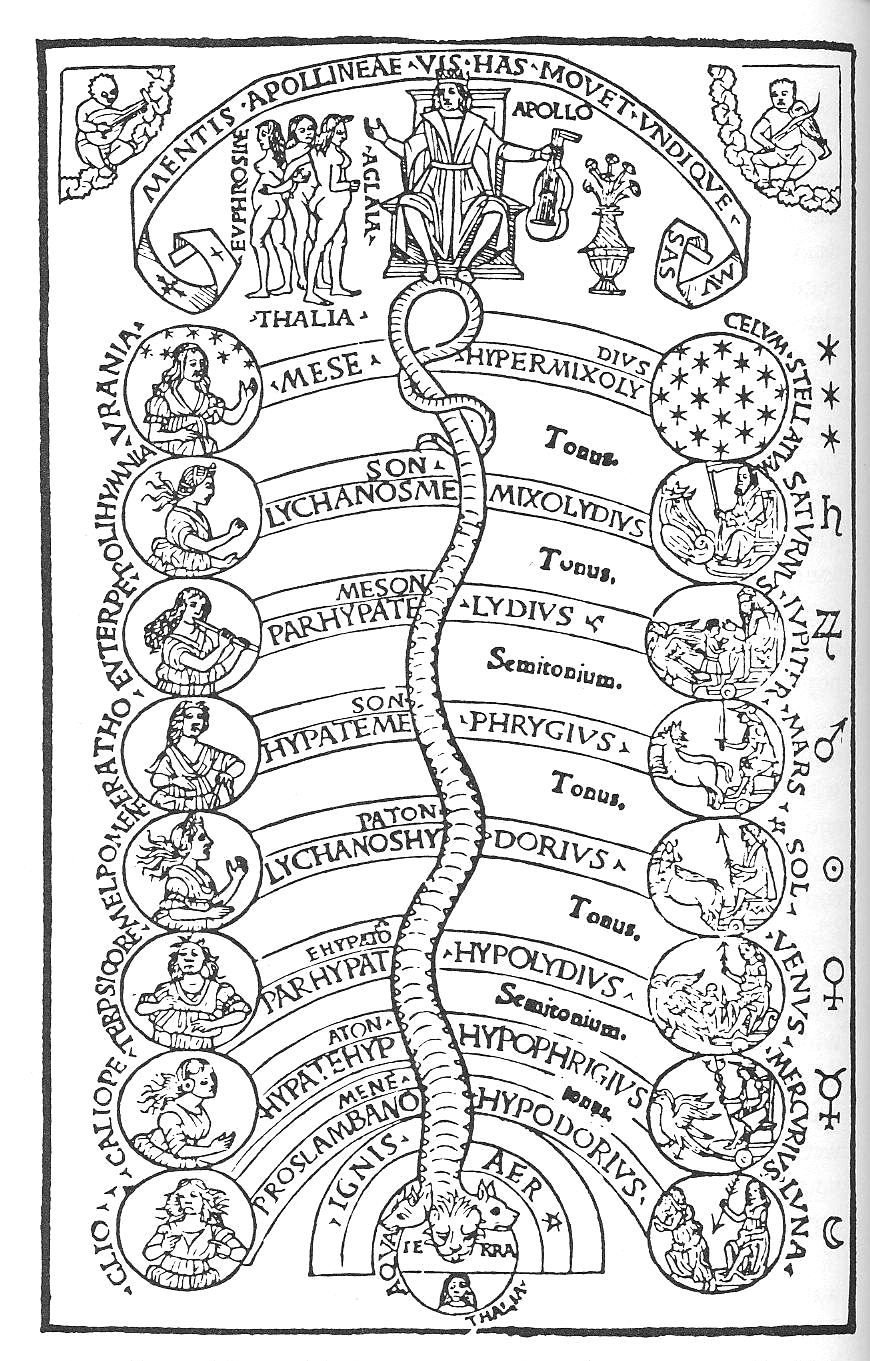
La gerarchia delle sfere celesti, a cui presiedono le nove Muse, in un rapporto eterno di armonia

I cardini del sistema neoplatonico sono posti in tal modo nell'attenzione alla strutturazione ontologica del mondo, nella sempre più marcata separazione tra il mondo sensibile, imperfetto, e il mondo noetico perfetto e primo, e nella ricerca del cammino di liberazione che l'anima deve percorrere per ritrovare la sua condizione originaria.
Poiché soltanto l'anima del sapiente sa compiere però una tale ascesa, si viene a creare una profonda differenza tra i pochi eletti che riescono a raggiungere la salvezza e la moltitudine dei sofferenti che, incapaci di raggiungerla, restano ciechi alla luce; la filosofia neoplatonica assume così i connotati di una dottrina esoterica rivolta solo a pochi iniziati.
Tutti questi elementi erano per i pensatori neoplatonici già contenuti nelle opere di Platone. Per esempio, nella parte finale del Parmenide Plotino leggeva la sua dottrina delle ipostasi, mentre il percorso di liberazione poteva facilmente essere dedotto dalle dottrine contenute nel Fedone o nella Repubblica, come per esempio il famoso mito della caverna.
Al suo interno il pensiero neoplatonico conobbe un dinamismo, che portò a rivedere le interpretazioni precedenti e ad elaborare nuove dottrine. Con il pensiero di Giamblico alcuni cardini della filosofia di Plotino — come la discussa dottrina dell'anima non discesa — vennero abbandonati, mentre si fecero più forti il disprezzo per la corporeità e l'afflato religioso. Giamblico sostenne l'importanza della teurgia, un insieme di pratiche magiche, in parte dedotte dalla tradizione ermetica, che permettevano all'anima dell'uomo di mettersi in contatto con i livelli superiori della realtà.

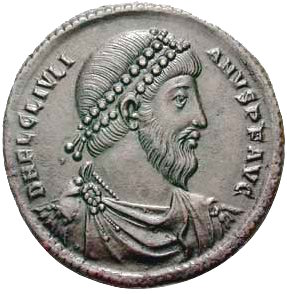
L'imperatore Giuliano

Un'altra tendenza sempre più marcata fu la gerarchizzazione del cosmo: le tre ipostasi plotiniane (dopo l'Uno la realtà conosceva i livelli dell'Intelletto, dell'Anima e del mondo sensibile) vennero al loro interno divise in più sotto-livelli. Anche qui si riteneva che la maggior parte delle anime riuscissero a percepire unicamente l'aspetto materiale e fenomenico della realtà fermandosi al livello più basso, mentre soltanto pochi uomini fossero in grado di vedere, col pensiero e non coi sensi (arguendole per via negativa), le varie gerarchie in cui è strutturato l'universo. Nei pensatori più tardi, per esempio Proclo, ad ognuno degli aspetti della processione derivante dall'Uno venne quindi associata una divinità del pantheon ellenistico.
Così nonostante la sua concezione monistica veniva salvato al contempo l'impianto del politeismo tradizionale, e fu per questo che il neoplatonismo pagano, a partire se non dal suo fondatore, quantomeno da Porfirio e Giamblico, lottò strenuamente contro la diffusione sempre più forte della religione cristiana, contestando i presupposti teologici del pensiero della Chiesa, come la dottrina dell'incarnazione o quella della Trinità. Se ne trova eco nella polemica tra Celso e Origene, testimoniata dal Contra Celsius di quest'ultimo.
La battaglia raggiunse l'apice sotto l'impero di Giuliano, che cercò di rifondare il culto pagano rileggendolo sulla base della filosofia neoplatonica. Dopo il suo fallimento, il neoplatonismo, pur battuto, continuò a sopravvivere, e arrivò a produrre alcuni dei suoi più importanti pensatori nello stesso ambito cristiano.

## Eredità e sviluppi
Il neoplatonismo ha influito sulla cultura occidentale in maniera determinante anche se spesso velata; il posto che occupa nella storia della filosofia è ancora oggi tutto da studiare. Le forme nuove con cui esso ciclicamente si ripresenta rivelano una sostanziale continuità, venendo a costituire così una sorta di cerniera tra la filosofia antica, l'età imperiale, il medioevo e l'età moderna. La sua nascita nell'ambiente fecondo della cultura ellenista ha contribuito inoltre a sviluppare un tipo di conoscenza scientifica che ha dato avvio, attraverso Archimede, e poi tramite gli alchimisti rinascimentali, alla scienza moderna.

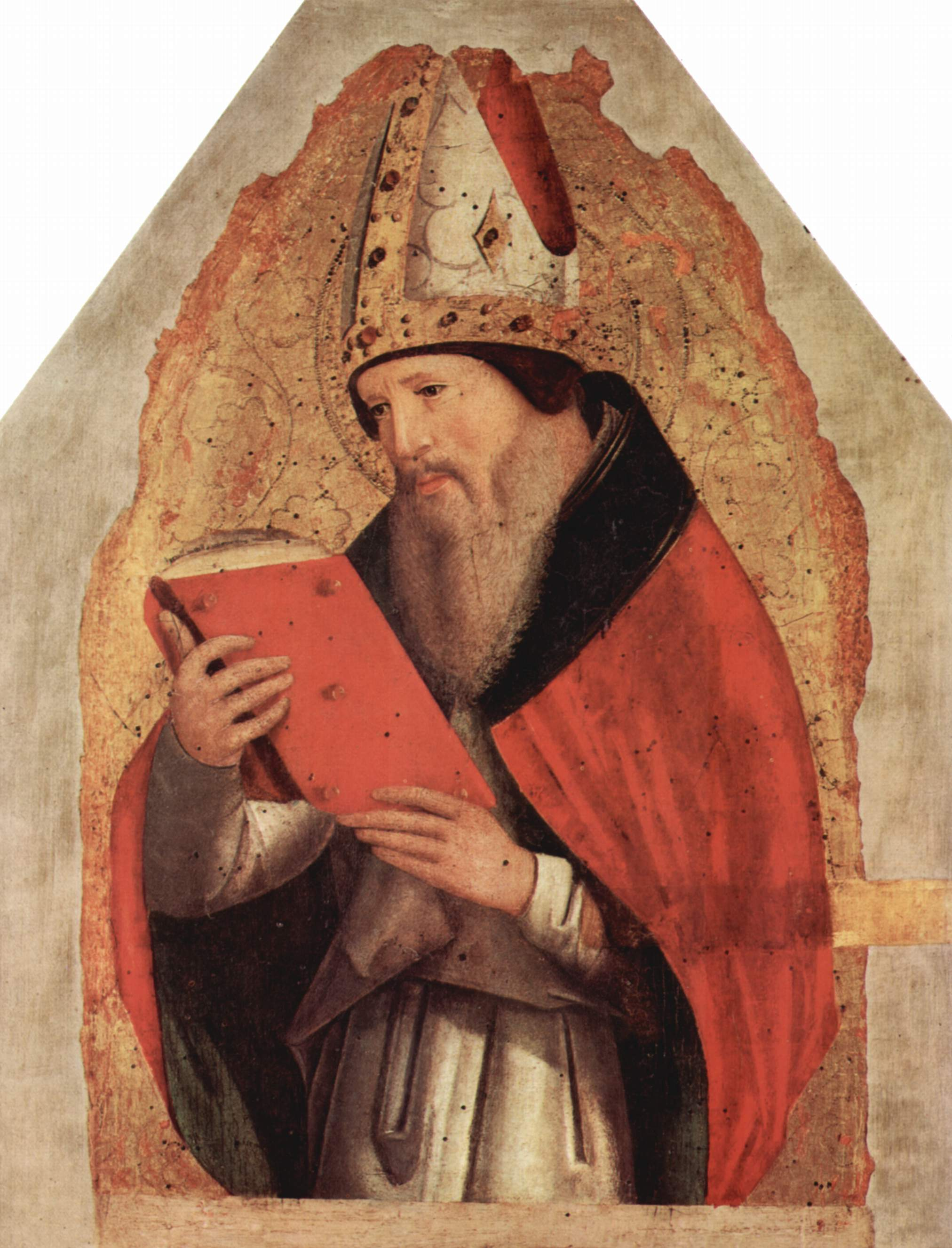
Sant'Agostino

### Il neoplatonismo cristiano
L'influsso del pensiero neoplatonico può essere rintracciato già nella Patristica medievale. Agostino in particolare è considerato il capostipite del neoplatonismo cristiano. In lui il tema tipicamente neoplatonico della polarità/unità lo si ritrova ad esempio nel rapporto che egli instaura tra la ragione e la fede, tra dubbio e verità: pur trattandosi di due termini apparentemente antitetici, essi si conciliano l'uno con l'altro perché non si può dubitare senza con ciò ammettere l'esistenza di una verità che al dubbio si sottrae. 
Alla reminiscenza platonica, però, Agostino sostituì la dottrina dell'illuminazione: le idee si rivelano non per un atto deliberato dell'uomo, ma per una loro autonoma volontà. Concetto questo più affine alla dottrina di Plotino, per la sua teoria dell'involontarietà e del carattere inconscio del pensiero umano, che di Platone. Come Plotino, inoltre, Agostino identifica il male con il non-essere: egli salva in questo modo il dualismo tra Dio e materia evitando la caduta nel manicheismo, poiché il non-essere non è una realtà vera e propria contrapposta all'essere, ma è solamente assenza, mancanza di luce.

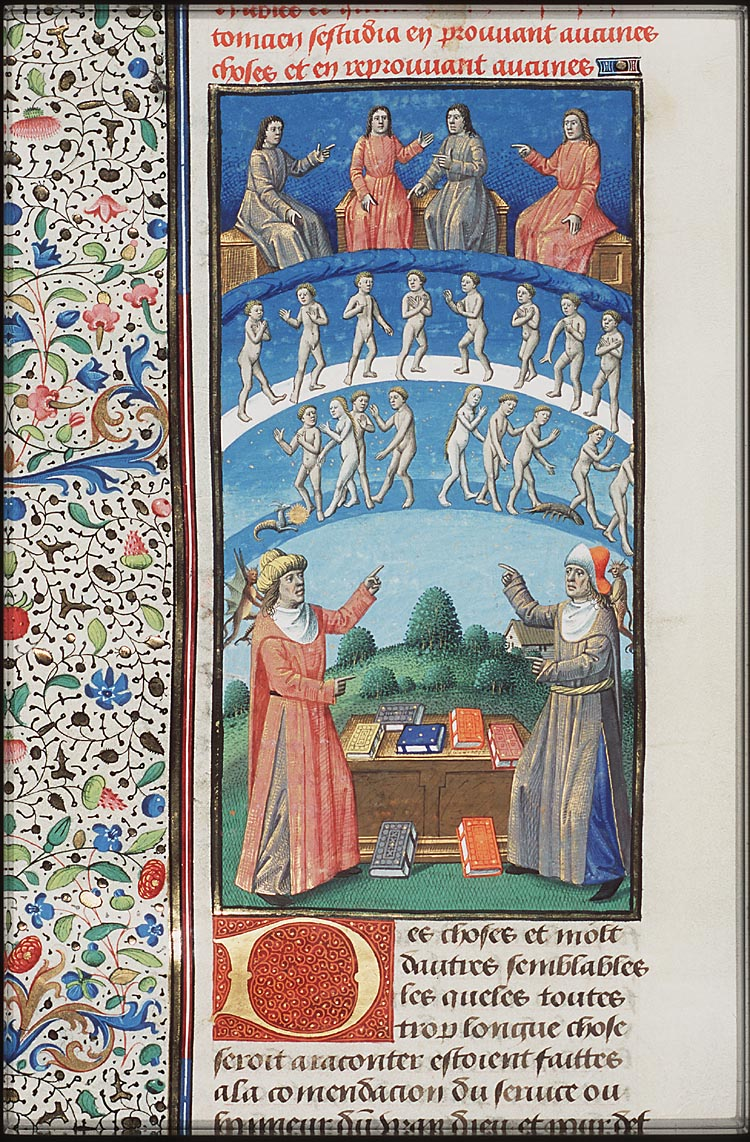
Miniatura medievale che ritrae i filosofi Porfirio e Plotino intenti a discutere di astrologia

Nello Pseudo-Dionigi l'Areopagita la polarità neoplatonica la si ritrova nella contrapposizione tra la positività di Dio, cioè la possibilità di avvicinarsi a Lui indefinitamente, tramite l'accrescimento all'infinito di tutte le proprietà della realtà finita, e la sua negatività, ovvero l'impossibilità di parlare comunque di Lui in qualche modo, di determinarlo in maniera finita.
Anche Scoto Eriugena si riallaccia al tema dualistico del rapporto tra fede e ragione, soggetto e oggetto, risolvendolo in un cerchio.

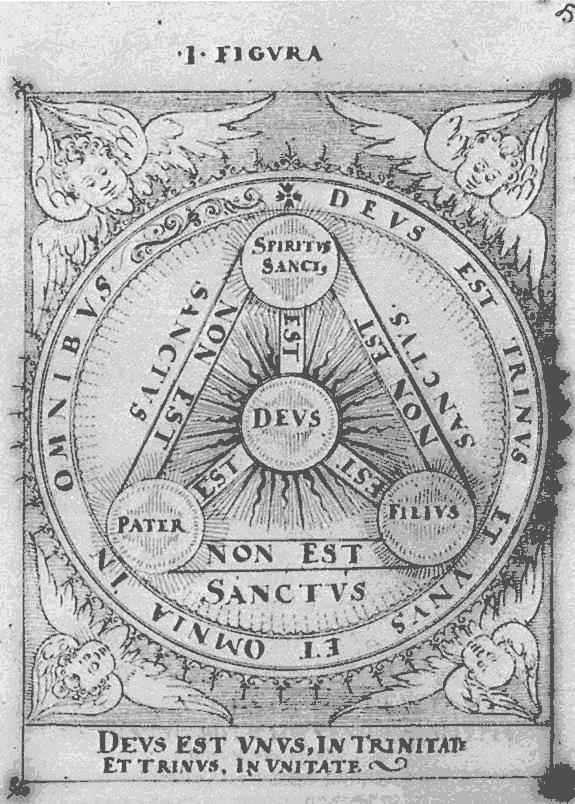
Il rapporto di processione fra le Tre Persone divine.

Da un punto di vista teologico, si può dire in generale che avviene un profondo cambiamento rispetto alla prospettiva pagana. L'Uno viene visto ora come un Dio personale, e non più come un atto impersonale che genera per necessità. La difficoltà di spiegare il processo di emanazione, cioè il motivo che spinge Dio a creare il mondo, viene superata così dall'idea dell'Amore e del dono: Dio crea perché ama. È un amore non più identificabile con l'eros ascensivo platonico, ma con un amore discensivo, indicato col termine agape, traducibile con "carità" che era una dimensione pressoché ignorata dai Greci.
Il rapporto tra ascesi e discesa, filosofia e religione, aspetto personale e impersonale di Dio, veniva comunque a sua volta fatto rientrare in quella prospettiva bipolare di cui si è parlato. Il carattere degradante della trinità plotiniana, che consisteva nella subordinazione dell'Anima all'Intelletto, e di quest'ultimo all'Uno, venne sostituito (già da Origene nel III secolo) con la consustanzialità delle tre ipostasi. La Persona del Figlio veniva facilmente identificata col Noùs, e lo Spirito Santo con l'Anima, in un rapporto paritario e non più di subordinazione. Col Cristianesimo viene riscattato anche il giudizio negativo che i neoplatonici avevano dato della materia: non solo il "mondo di lassù" ha valore, ma anche quello terreno, perché frutto dell'amore di Dio. 
In epoca scolastica i neoplatonici di maggior rilievo furono quindi gli esponenti della scuola di Chartres, che vedevano la natura vitalizzata dalla presenza di un'Anima del mondo, identificata collo Spirito Santo, e soprattutto del movimento francescano, tra cui San Bonaventura, Duns Scoto, e altri esponenti della scuola di Oxford, contrapposto alla corrente aristotelico-tomistica facente capo ai domenicani. I francescani da un lato accentuarono il primato dell'illuminazione e della volontà sulla ragione, dall'altro incrementarono lo studio scientifico della natura.

### Il neoplatonismo rinascimentale

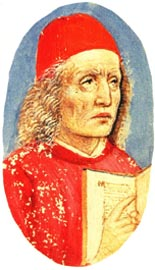
Marsilio Ficino

Ma una vera e propria ripresa delle idee neoplatoniche si ebbe durante l'Umanesimo e il Rinascimento, quando esse arrivarono a caratterizzare quasi tutta la filosofia rinascimentale, anche se sottoposte a deformazioni ermetiche, magiche ed esoteriche, senza tuttavia smarrire la loro struttura logica di fondo, costituita dal metodo critico della teologia negativa. La rinascita del neoplatonismo fu favorita in particolare dall'influsso della cultura bizantina, grazie all'apporto di intellettuali provenienti da quell'area, come Giorgio Gemisto Pletone.

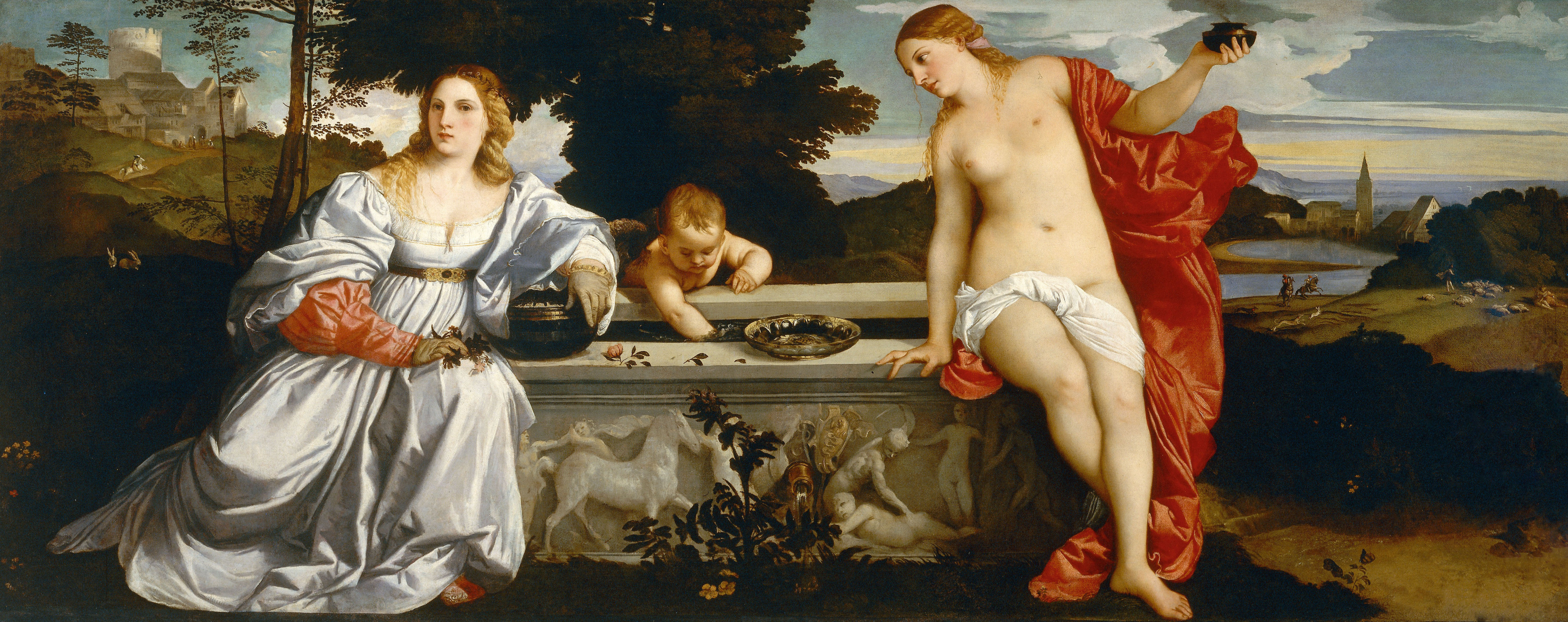
Amore sacro e amor profano (Tiziano, 1515) in cui si ritrova il tema neoplatonico della contrapposizione/polarità fra la dimensione eterna celeste e quella fugace terrena.

La filosofia rinascimentale tuttavia non si limitò a recepire il platonismo greco, ma lo rielaborò integrandolo non solo col neoplatonismo già presente in ambito occidentale, ma anche con l'aristotelismo apportato dagli arabi. Platone, Aristotele e Plotino si ricongiunsero così nella città di Firenze, culla dell'Italia rinascimentale. Il neoplatonismo conobbe allora una notevole diffusione in quasi tutti gli ambienti culturali, anche al di fuori delle scuole o delle accademie. Soprattutto Cusano, Ficino, e Pico della Mirandola contribuirono alla sua grande rinascita.
Ficino in particolare diede vita a un'accademia con l'intento di far rivivere la tradizione neoplatonica, da lui concepita come pia philosophia, cioè una sorta di divina rivelazione filosofica e religiosa che percorre un intero filone spirituale, da Platone fino al Cristianesimo.

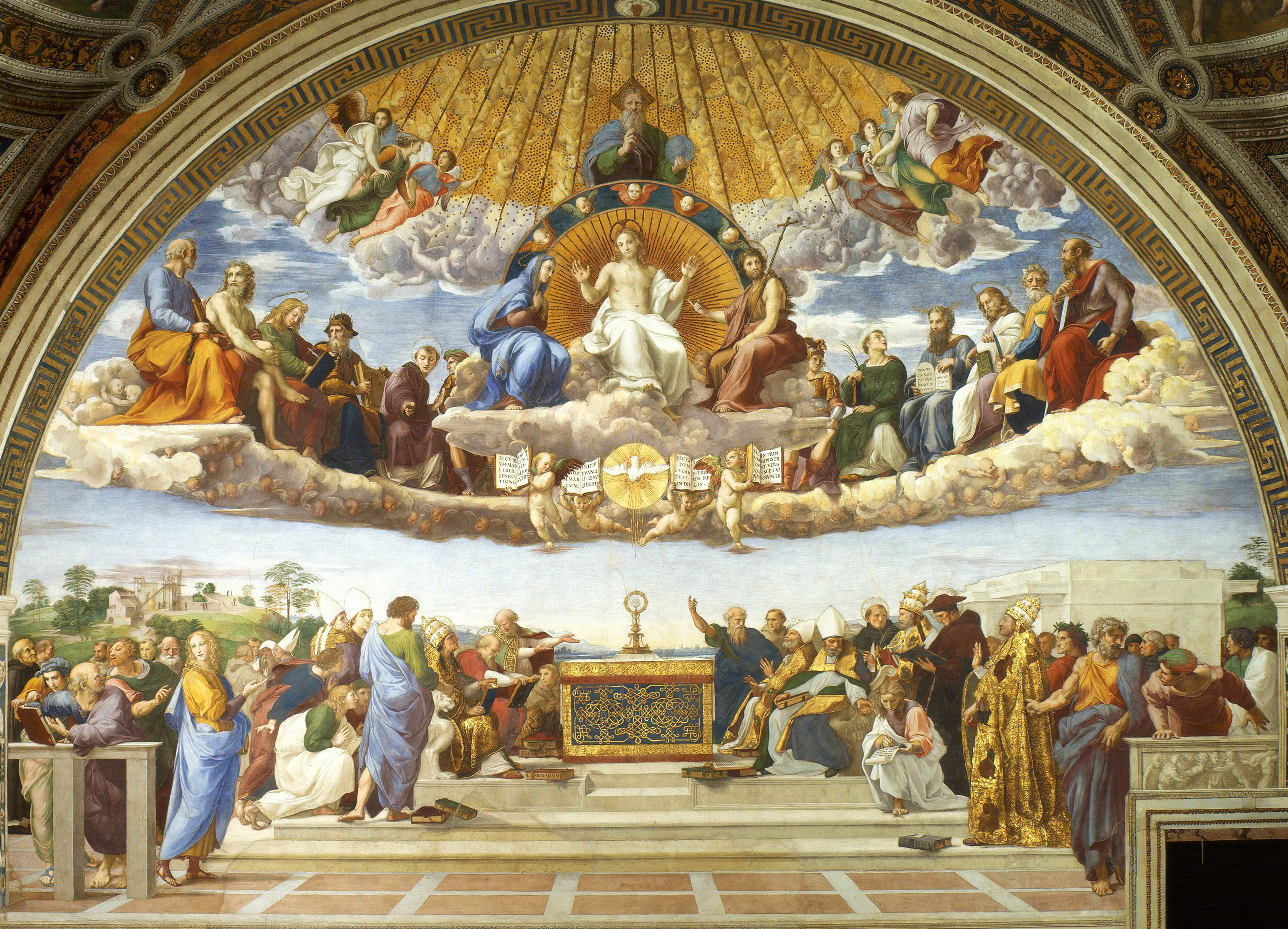
La teologia, ovvero Disputa del Sacramento, in cui Raffaello espresse l'ideale platonico del Vero, accanto agli altri affreschi del Buono e del Bello

Tutti gli aspetti della realtà, dominati da una vita autonoma in quanto partecipi della loro rispettiva idea o lògos, sono ordinati secondo Ficino in una gerarchia cosmica da Dio fino alla materia, al cui centro sta l'Anima Mundi, principio vivificante e unificatore della molteplicità sensibile, che si rispecchia nell'anima dell'uomo, alla quale egli assegna così un posto di rilievo, chiamandola copula mundi, cioè «intermediaria di tutte le cose», «vera connessione di tutte».
Nel Cinquecento, un pensatore di primo piano fu Giordano Bruno, che interpretò il neoplatonismo in un'ottica panteista, e fece propria la concezione della filosofia come Eros: secondo Bruno la verità oggettiva è tale solo quando si fa vita nel soggetto. Un altro esponente di rilievo fu Campanella, il quale pure vedeva l'universo intimamente penetrato da energie spirituali e senzienti, ma conciliando il neoplatonismo con l'aristotelismo tomista.

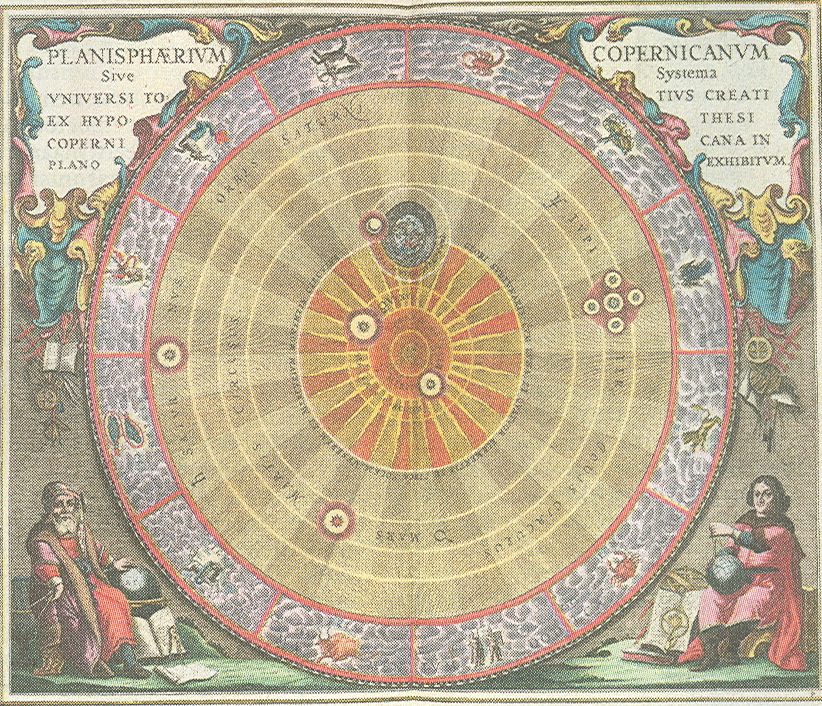
La concezione armonica dell'universo, che assimilando Dio al Sole poneva quest'ultimo al centro del sistema solare, fece del neoplatonismo il presupposto metafisico della rivoluzione astronomica.

Nel Seicento l'ontologia neoplatonica, basata sull'identità di essere e pensiero, cominciò invece a entrare in crisi col dualismo elaborato da Cartesio tra res cogitans e res extensa. Il cogito ergo sum cartesiano proponeva l'idea di una ragione che si pone esternamente rispetto all'oggetto della sua indagine, concependo la natura come un qualcosa di inerte, svuotato di ogni coscienza animata, e dissolvendo così l'unità immediata di soggetto e oggetto. Nella ricerca della verità, cioè, il soggetto non risultava più coinvolto.
Fu poi anche lo sviluppo dell'empirismo anglo-sassone e del meccanicismo newtoniano, che riproponevano il determinismo di Democrito (storico avversario del neoplatonismo) ad avversarlo sul piano della conoscenza e in generale della visione del mondo.
Il neoplatonismo rimase tuttavia fortemente presente nella cultura popolare, continuando a mescolarsi con elementi magici, esoterici, gnostici e astrologici che, pur avendo poco a che fare col suo impianto filosofico, gli permisero di esercitare ancora notevoli influssi sulla vita e sul pensiero dell'Occidente, durante tutto il Seicento e il Settecento. Esso, fondendosi con le nuove istanze del razionalismo moderno, riemerse ad esempio con i Platonici di Cambridge, che  vi cercarono un fondamento filosofico sia alla rivoluzione scientifica che al rafforzamento della religione (specificamente anglicana); con Spinoza, che ripropose in forma dogmatica e panteista l'unità immediata di essere e pensiero, ricucendo così il dualismo cartesiano. Con Leibniz, dove ritrovò nel complesso sistema delle Monadi l'articolarsi armonico dell'Uno nel molteplice. E con Vico, ancora in funzione anti-cartesiana, il quale applicò le idee platoniche alla storia, da lui concepita come uno sviluppo in divenire delle verità eterne. 

### Il neoplatonismo moderno

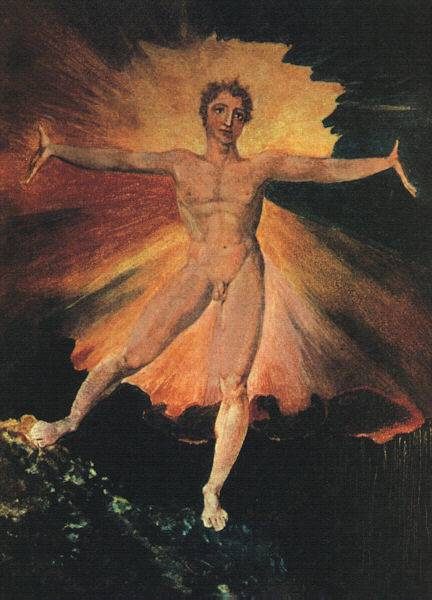
La danza di Albione, di William Blake (1794), ispirato a motivi neoplatonici. La potenzialità creativa dell'individuo, che si esprime anche nell'arte tipica del Romanticismo, ripropone il tema platonico dell'analogia con la creazione divina.

In età romantica lo sviluppo della nuova filosofia idealista tedesca, basata sulla potenza infinita dell'individuo, andò a saldarsi, soprattutto tramite Schelling, con l'eredità della tradizione realista platonico-cristiana, che godette così di nuova fioritura.
Già Kant aveva richiamato l'attenzione sull'unità suprema dell'io penso, attività unificante di soggetto e oggetto, seppure su un piano unicamente gnoseologico. Fichte invece, facendo dell'Io il fondamento non solo gnoseologico, ma anche ontologico della realtà, riproponeva di fatto le caratteristiche dell'idea platonica, presupposto sia della conoscibilità del reale che della sua esistenza, secondo il tipico schema della teologia negativa, da lui ripresa soprattutto nella sua ultima fase. La stessa complementarità la si ritrova in Schelling: Spirito e Natura sono i due momenti antitetici, e tuttavia funzionali l'uno all'altro, in cui si esplica l'attività dell'Assoluto.
L'assolutizzazione della dialettica da parte di Hegel, invece, che ravvisò nella mediazione della ragione il punto di unione dei due princìpi opposti (anziché nell'immediatezza dell'intuizione), finì col lacerare l'organicità unitaria del neoplatonismo. Con Hegel infatti soggetto e oggetto ridiventano, come già in Cartesio, due momenti distinti, il cui tratto d'unione non si trova più nell'indifferenza originaria, ma è una conseguenza dell'opera mediatrice della ragione.
Prima Schelling e poi Schopenhauer si opposero al sistema hegeliano, che riduceva di fatto la verità a un semplice pensato oggettivabile e quantificabile, riproponendo la visione neoplatonica di un atto inconscio originario dal quale ha origine la vita, la cui impossibilità di razionalizzarsi e di far rientrare totalmente l'Essere nell'Idea è causa della sofferenza.

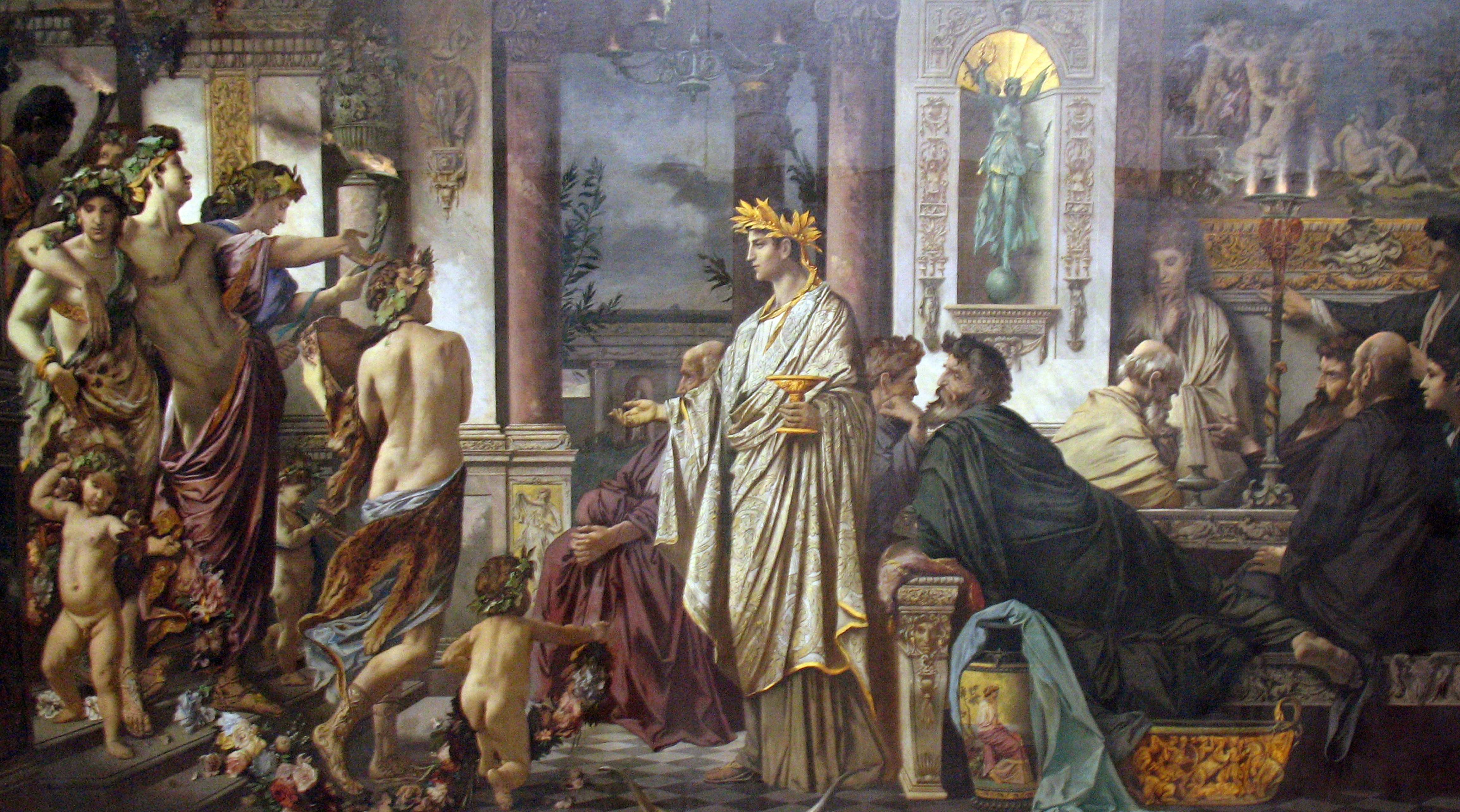
Simposio platonico, pittura neoclassica di Anselm Feuerbach (1874)

Sempre nell'Ottocento, il neoplatonismo andava ad influenzare l'idealismo inglese e i Trascendentalisti americani (soprattutto Emerson e Thoreau). Fu inoltre proprio nell'Ottocento che Friedrich Schleiermacher, esponente minore dell'idealismo tedesco, coniò per la prima volta il termine neoplatonismo per distinguerlo dal platonismo.
Sul finire del XIX secolo le dottrine neoplatoniche furono una delle componenti del movimento teosofico sorto con Madame Blavatsky, mentre singoli influssi possono essere ancora rintracciati saltuariamente, come ad esempio la concezione circolare del tempo nel tema nietzschiano dell'eterno ritorno.
Nel Novecento il neoplatonismo riaffiora infine con Bergson, in una rinnovata polemica contro il determinismo e il materialismo. Bergson torna infatti ad affermare che la vita biologica, come del resto la coscienza, non è un semplice aggregato di elementi composti che si riproduce in maniera sempre uguale a sé stessa. La vita invece è una continua e incessante creazione che nasce da un principio assolutamente semplice, non rieseguibile deliberatamente, né componibile a partire da nient'altro.
Sempre nel Novecento, aspetti della metafisica neoplatonica influenzarono tra gli altri Piero Martinetti, Julius Evola, Arturo Reghini, nonché la psicanalisi di Carl Gustav Jung, in particolare la nozione di inconscio collettivo. Secondo Jung nell'inconscio sono presenti sin dalla nascita degli archetipi, simili alle idee platoniche o alle kantiane "forme a priori". Espressioni e concetti propri del neoplatonismo filosofico ricorrono ancora oggi in movimenti e correnti all'interno delle diverse branche del sapere, come ad esempio in ambito scientifico, dove il biologo Rupert Sheldrake ha riproposto una teoria non meccanicistica per spiegare l'evoluzione delle specie, quella del «campo morfico».

## L'estetica

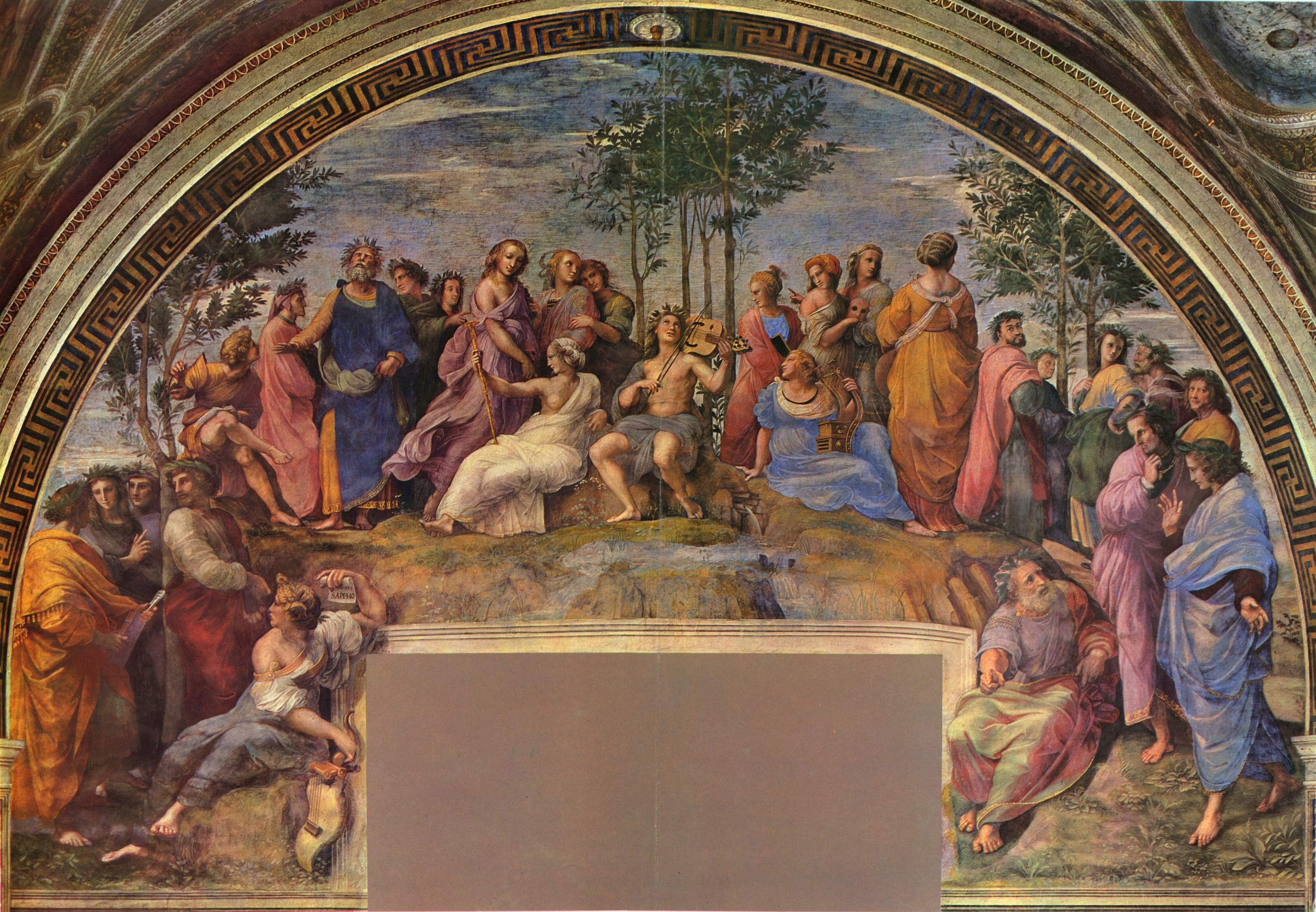
Il Parnaso di Raffaello (Musei Vaticani), raffigurante l'ideale platonico del Bello.

Notevole importanza riveste la concezione estetica del neoplatonismo, secondo cui la bellezza è uno dei principali strumenti di elevazione verso l'Idea. Nonostante Platone avesse alquanto svalutato l'arte, la sua filosofia era animata da una tensione ideale espressa in forma poetica e fervidamente artistica, che venne fatta propria secoli dopo da Plotino.
La musica soprattutto, e l'amore (sublimato però dalla sua componente sessuale) hanno per costui la capacità di elevare al «mondo di lassù». Per Plotino, l'alunno delle Muse si accorge che belli non sono i corpi ma il principio che li fa essere tali, e che la bellezza consiste in una simmetria delle parti, le une rispetto alle altre e ognuna rispetto all'insieme. Tale armonia non risulta da relazioni estrinseche tra le varie componenti, ma nasce da una semplicità assoluta, da un principio intelligente e unitario come appunto l'Idea.

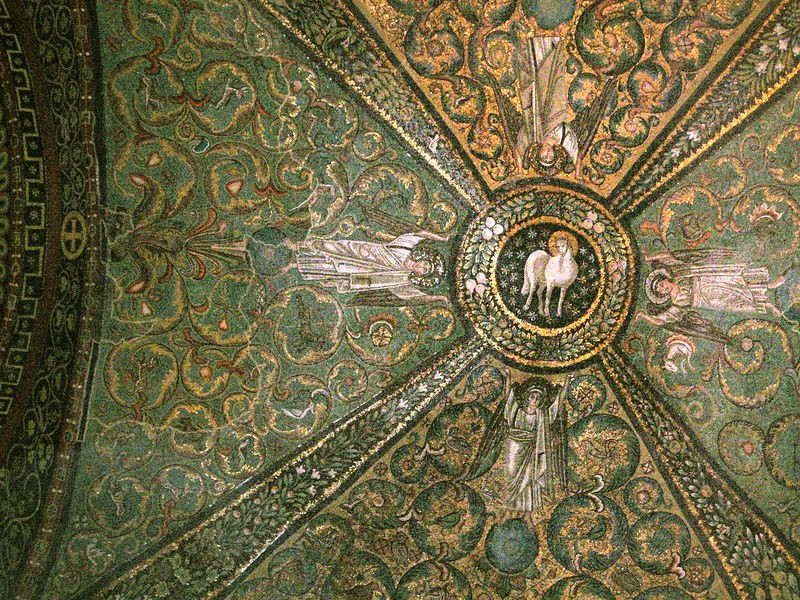
Mosaici bizantini a Ravenna.

L'analogia con la luce istituita da Plotino col mondo intellegibile, contrapposta all'oscurità del male, contribuì già nei primi secoli dell'arte paleocristiana-bizantina a diffondere una nuova concezione visiva dove le figure perdono di plasticità, lo spazio viene smaterializzato, e prevale una luminosità diffusa tendente a smussare i contrasti come nell'oro dei mosaici di Ravenna, nei quali i committenti religiosi dell'opera, versati nella cultura filosofica del tempo, intendevano esprimere i canoni neoplatonici per indurre i fedeli alla contemplazione ascetica.

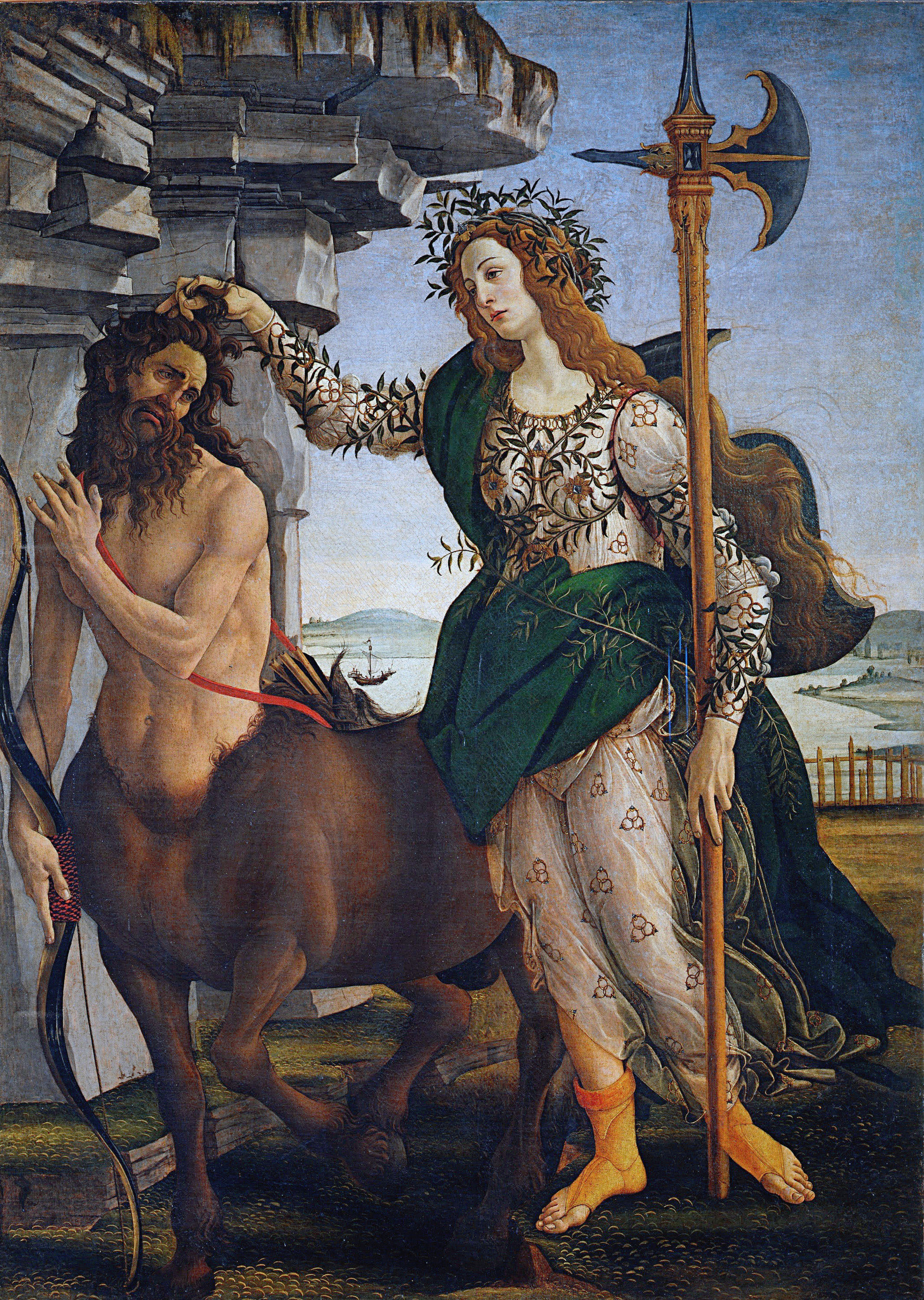
Pallade e il centauro, di Sandro Botticelli (1482)

Alla teologia negativa di Dionigi Areopagita si ispirò in seguito l'abate Sugerio nel progettare la basilica parigina a lui dedicata, primo esempio di architettura gotica, per negare visivamente ciò che l'Uno non è, svuotandone le pareti della materialità in mattoni per sostituirla con enormi vetrate inondate dalla luce incorporea.
Fu poi soprattutto l'estetica rinascimentale, pur recuperando l'imitazione della natura e il senso della plasticità, a farsi interprete della filosofia neoplatonica, vedendo nell'artista l'intermediario di una realtà trascendente, nel quale avviene il prodursi (cioè letteralmente il «presentarsi innanzi») di un valore superiore, non strumentale alla contemplazione ma da contemplare di per sè.
Michelangelo ad esempio intendeva estrarre l'idea dalla materia, effetto reso in particolare nei suoi prigioni, mentre Botticelli evidenziava la prevalenza dell'amore celeste sugli istinti terreni.
Oltre a costoro, Raffaello, Tiziano, Mantegna, Perugino, Lorenzo Costa, Correggio, vollero esprimere al massimo nelle loro opere l'ideale platonico di armonia e perfezione. Anche i Medici e numerosi altri artisti della Firenze rinascimentale si rifecero ai canoni neoplatonici.
Questa visione estetica tornò in auge durante il Romanticismo, insieme con l'ideale di organicità e di armonia che si realizza, diceva Kant, quando «la natura dia la regola all'arte». Per i romantici, e in particolare per Schelling, l'Assoluto, in quanto è l'assolutamente immediato, è attingibile solo al di là dell'opera mediatrice della ragione, quindi solo attraverso il sentimento o un pensare intuitivo che superi la ragione stessa: strumento filosofico per eccellenza secondo Schelling è l'arte.
Un certo neoplatonismo estetizzante è rintracciabile ancora nelle correnti decadentiste e irrazionali a cavallo tra Ottocento e Novecento; in D'Annunzio ad esempio è costante il riferimento al desiderio di un'unione totale con l'Anima del mondo (panismo), attraverso la ricerca di un piacere sensuale.